# USS Wilson (DD-408)
«Вілсон» (англ. USS Wilson (DD-408) — військовий корабель, ескадрений міноносець типу «Бенгам» військово-морських сил США за часів Другої світової війни.
«Вілсон» був закладений 22 березня 1937 року на верфі Puget Sound Naval Shipyard у Бремертоні, штат Вашингтон, де 12 квітня 1939 року корабель був спущений на воду. 5 липня 1939 року він увійшов до складу ВМС США.

## Історія служби

### 1942
29 квітня 1942 року «Вілсон» брав участь у супроводі конвою PQ 15, що йшов до Росії під командуванням британського адмірала Д.Тові.